# Ferenc Keserű
Ferenc Keserű (Budapest, 27 agosto 1903 – Budapest, 16 luglio 1968) è stato un pallanuotista ungherese, vincitore di una medaglia d'oro all'olimpiade di Los Angeles 1932 ed una d'argento ad Amsterdam 1928.
Era fratello di Alajos Keserű.